# Párizs-Le Bourget-i Nemzetközi Légi- és Űrszalon

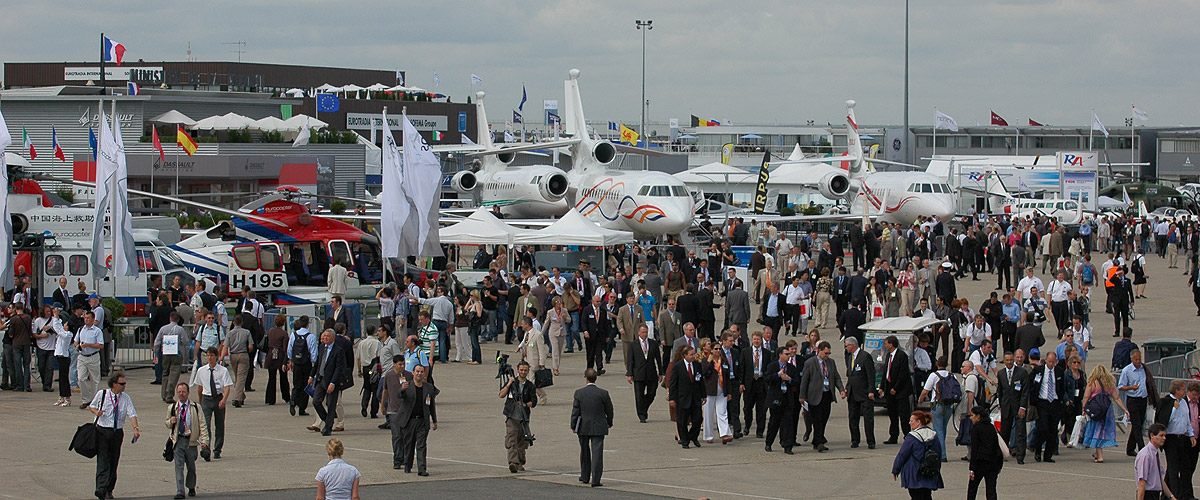
A 2007-es Le Bourget-i légiszalon első napja

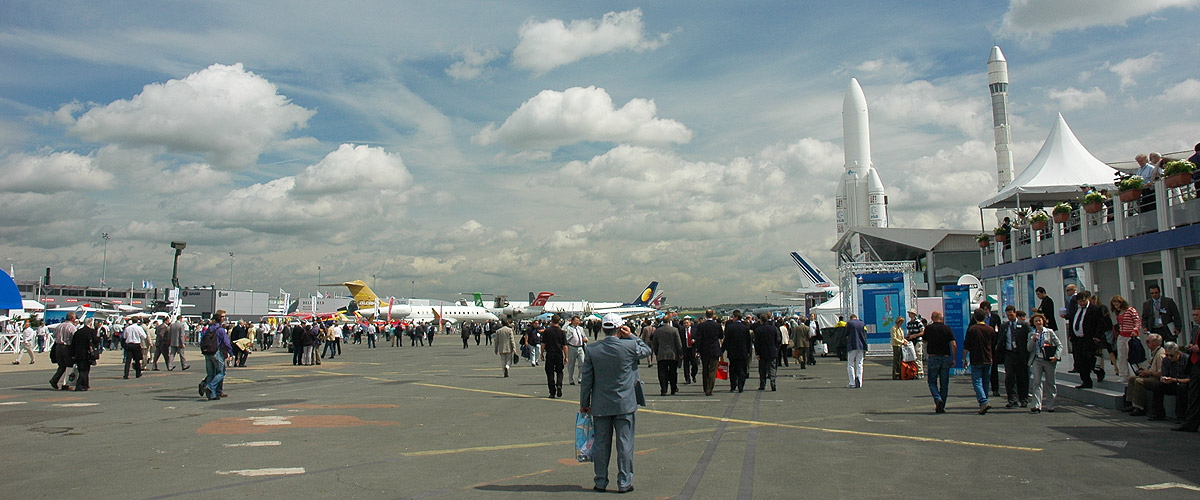
Az első napon, háttérben jobbra egy Ariane–5 és egy Ariane–4 hordozórakéta magasodik

A Párizs-Le Bourget-i Nemzetközi Légi- és Űrszalon (franciául Salon international de l'aéronautique et de l'espace de Paris Le Bourget) egy többnapos nemzetközi légibemutató Párizsban, amely a Párizs-Le Bourget-i repülőtéren (IATA: LBG, ICAO: LFPB) kerül minden páratlan évben megrendezésre. Több tíz éve alternatívája és versenytársa az angliai Farnborough-i Nemzetközi Légibemutató és a Berlini Nemzetközi Légi- és Űrkiállítás (ILA).
A bemutató egy hagyományos szakkiállítás és vásár, melyet a francia repülőgépgyártó vállalatok tömörülése, a GIFAS (Groupement des Industries Françaises Aéronautiques et Spatiales) szervez meg és rendez. A kiállításra a legtöbb, a nemzetközi repülési és űrkutatási piacra termékeket gyártó vállalat képviselteti magát, legyen az katonai, vagy polgári eszköz. Az idők folyamán vásárrá váló kiállítás Földszerte híres, „konkurense” a minden páros évben megrendezett Farnborough-i kiállítás és vásár. Mindkettő jelentős eladási mutatókat produkál a különféle repülési szakágakban. A fejlesztő vállalatok erre a két nagy vásárra időzítik legújabb termékeiket, illetve eszköz-módosításaikat, fejlesztéseiket, amelybe az ILA is, illetve idővel a moszkvai MAKSZ is bekapcsolódott. Napjainkban presztízzsé vált a Le Bourget-i rendezvényen való kiállítói megjelenés. A legtöbb katonai repülőgéptípust ezen a szalonon mutatták be elsőként a nemzetközi vásárlóközönség előtt.

## Története

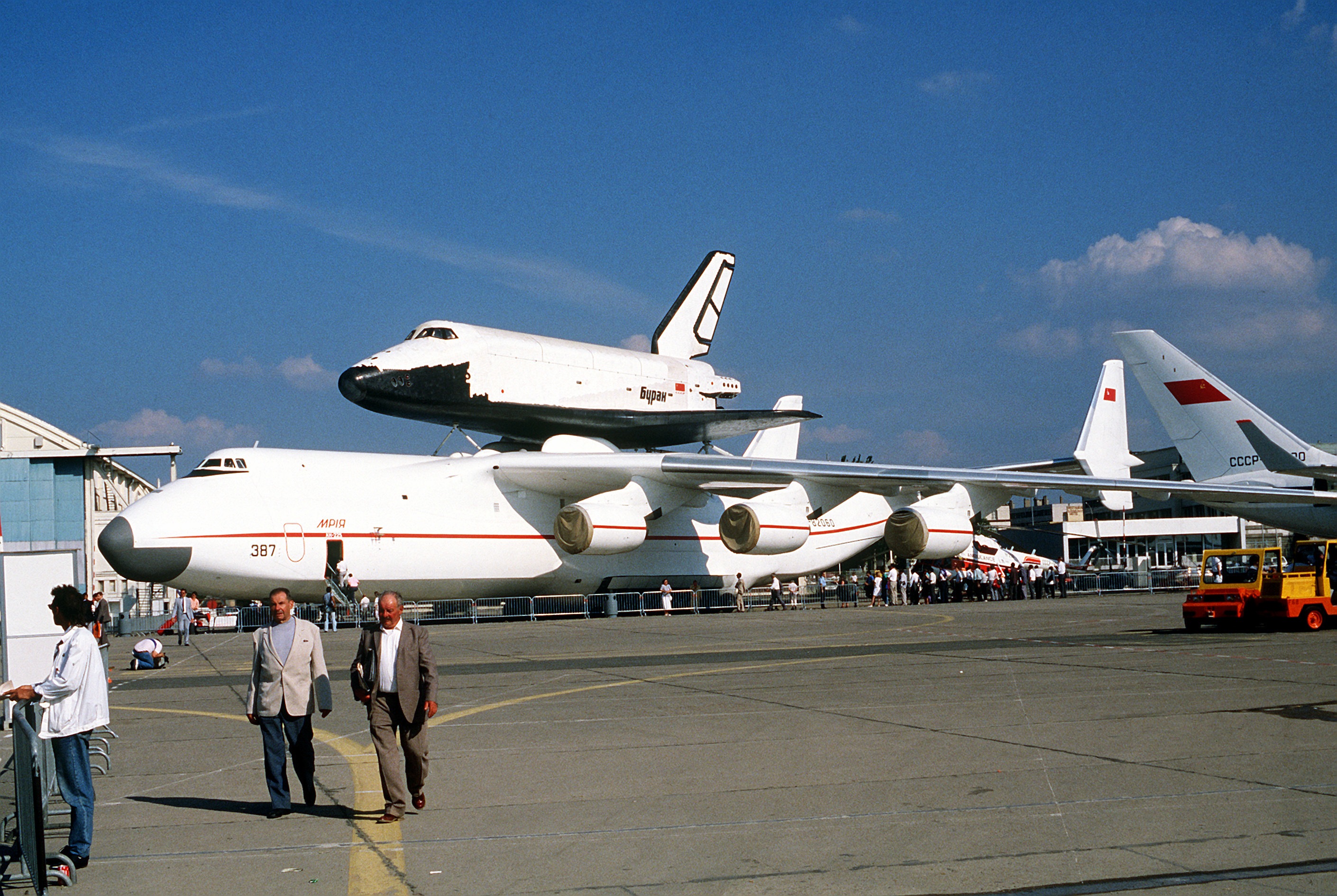
Itt mutatták be elsőként 1989-ben az An–225-öt, hátán a szovjet Buran űrsiklóval

A párizsi repülőszalont 1909-ben rendezték meg először a Nagy Palotában, miután 1908-ban a párizsi 11. Automobil Szalonon (Salon de l’Automobile) egy standot szenteltek az akkor még újdonsült repülésnek (Wright-ék 1903-ban szálltak fel Flyer-ükkel Kitty Hawk mezején). Az első világháborúig további négy légishow-t rendeztek. A „Nagy háború” befejezését követően 1919-től 1924-ig minden évben, 1924-től 1938-ig minden páros évben került megrendezésre. Több más ország mellett a lengyel repülőgépgyártók is képviseltették magukat: a 12. kiállításon 1930-ban, az akkoriban korszerűnek számító kialakításával hívta fel magára a figyelmet a P.6, az 1934-es, 14. kiállításon pedig a P.24/III (Super P.24bis) prototípusával állt a nyilvánosság elé a PZL gyár.
A második világháború alatt rendezése szünetelt, hiszen az akkori világpolitikai viszonyok miatt a német csapatok által megszállt Párizsban megrendezésére nem volt mód. Újraindítására 1946-ban került sor, 1949-től minden második évben továbbra is a Nagy Palotában. 1949-től a repülési számokat a Párizs-Orly repülőtéren végezték el, majd 1953-ban a kiállítást és az egész rendezvényt a Le Bourget-i repülőtérre helyezték át. Mai nevén 1963-tól nevezik.
A megrendezett kiállítások eddigi legsúlyosabb balesete 1973-ban következett be, mikor is a Tupoljev gyár Tu–144-ese lezuhant. A 6 fős legénység életén kívül a szétrepülő roncsdarabok megsebesítettek 8 fő nézőt is.
A rendezvény 2009-ben ünnepli 100. évfordulóját a 48. szalonnal, amely 2009. június 15-étől 21-éig fog tartani.

## Rendezési időpontok
| Időpont                            | Sorszáma és neve (alatta az eredeti név) | Repülőesemények |
| ---------------------------------- | --- | --- |
| 1908. december 24–30.              | 11. Automobil Szalon, „légi dolgoknak” fenntartott szekció 11e Salon de l’Automobile, Réservée aux Choses de l’Air                                                                                    | – |
| 1909. szeptember 25–október 17.    | 12. Automobil Szalon 1. Nemzetközi Légiközlekedési Kiállítás 12e Salon de l’Automobile 1re Exposition Internationale de la Locomotion Aérienne (ettől kezdve a párizsi Nagy Palota a kiállítóterület) | – |
| 1910. október 15–november 2.       | 2. Légiközlekedési Kiállítás 2e Exposition de la Locomotion Aérienne | – |
| 1911. december 16–1912. január 12. | 3. Légiközlekedési Kiállítás 3e Exposition de la Locomotion Aérienne | – |
| 1912. október 26–november 10.      | 4. Légiközlekedési Kiállítás 4e Exposition de la Locomotion Aérienne | – |
| 1913. december 5–25.               | 5. Légiközlekedési Kiállítás 5e Exposition de la Locomotion Aérienne | – |
| 1919. december 19–1920. január 4.  | 6. Nemzetközi Légiközlekedési Kiállítás 6e Exposition Internationale de la Locomotion Aérienne | – |
| 1921. november 17–27.              | 7. Légiszalon 7e Salon de l’Aéronautique | – |
| 1922. december 15–1923. január 2.  | 8. Nemzetközi Légiszalon 8e Exposition Internationale de l’Aéronautique | – |
| 1924. december 5–21.               | 9. Repülési Szalon 9e Salon d’Aviation | – |
| 1926. december 3–19.               | 10. Repülési Szalon 10e Salon d’Aviation | – |
| 1928. június 29–július 15.         | 11. Repülési Szalon 11e Salon d’Aviation | – |
| 1930. november 12–december 14.     | 12. Repülési Szalon 12e Salon d’Aviation | – |
| 1932. november 18–december 14.     | 13. Repülési Szalon 13e Salon d’Aviation | – |
| 1934. november 16–december 4.      | 14. Repülési Szalon és 4. Fotogrammetriai Kiállítás 14e Salon d’Aviation et 4e Exposition de la Photogrammétrie                                                                                       | – |
| 1936. november 13–29.              | 15. Repülési Szalon 15e Salon d’Aviation | – |
| 1938. november 25–december 11.     | 16. Repülési Szalon 16e Salon d’Aviation | – |
| 1946. november 15–december 1.      | 17. Nemzetközi Repülési Szalon 17e Salon Internationale de l’Aviation | – |
| 1949. április 26–május 15.         | 18. Légi Szalon 18e Salon de l’Aéronautique | – |
| 1951. június 15–július 1.          | 19. Nemzetközi Légiszalon 19e Salon International de l’Aéronautique | – |
| 1953. június 26–július 5.          | 20. Nemzetközi Légiszalon 20e Salon International de l’Aéronautique | – |
| 1955. június 10–19.                | 21. Nemzetközi Légiszalon 21e Salon International de l’Aéronautique | – |
| 1957. május 24–június 4.           | 22. Nemzetközi Légiszalon 22e Salon International de l’Aéronautique | – |
| 1959. június 12–21.                | 23. Nemzetközi Légiszalon 23e Salon International de l’Aéronautique | – |
| 1961. május 26–június 4.           | 24. Nemzetközi Légiszalon és 1. Űrszalon 24e Salon International de l’Aéronautique et 1er Salon de l’Espace                                                                                           | Egy amerikai Convair B–58A Hustler lezuhant, három ember halt meg |
| 1963. június 7–16.                 | 25. Nemzetközi Légi- és Űrszalon 25e Salon International de l’Aéronautique et de l’Espace | A Hawker Siddeley Harrier prototípusa (P.1127) zuhant le, halálos áldozatot nem követelt |
| 1965. június 11–21.                | 26. Nemzetközi Légi- és Űrszalon 26e Salon International de l’Aéronautique et de l’Espace | Egy újabb amerikai B–58A Hustler és egy Fiat G.91 zuhant le. Előbbi esetben 1 fő halt meg és 2 fő sérült, utóbbiban 9 fő halt meg.                                                                                             |
| 1967. május 26–június 8.           | 27. Nemzetközi Légi- és Űrszalon 27e Salon International de l’Aéronautique et de l’Espace | A Brit Királyi Légierő Fouga Magister oktatógépe zuhant le, a pilóta meghalt. |
| 1969. május 29–június 8.           | 28. Nemzetközi Légi- és Űrszalon 28e Salon International de l’Aéronautique et de l’Espace | – |
| 1971. május 27–június 6.           | 29. Nemzetközi Légi- és Űrszalon 29e Salon International de l’Aéronautique et de l’Espace | – |
| 1973. május 24–június 3.           | 30. Nemzetközi Légi- és Űrszalon 30e Salon International de l’Aéronautique et de l’Espace | Június 3-án, a zárónapon a Tupoljev gyár Tu–144S változatának első legyártott gépe zuhant le. 15 házat rombolt le a becsapódáskor, a fedélzeten mind a 6 fő meghalt, a földön pedig további 8 megsebesült.                     |
| 1975. május 30–június 3.           | 31. Nemzetközi Légi- és Űrszalon 31e Salon International de l’Aéronautique et de l’Espace | – |
| 1977. június 2–12.                 | 32. Nemzetközi Légi- és Űrszalon 32e Salon International de l’Aéronautique et de l’Espace | Egy amerikai Farchild A–10A zuhant le, a pilóta meghalt. |
| 1979. június 9–17.                 | 33. Nemzetközi Légi- és Űrszalon 33e Salon International de l’Aéronautique et de l’Espace | – |
| 1981. június 5–17.                 | 34. Nemzetközi Légi- és Űrszalon 34e Salon International de l’Aéronautique et de l’Espace | Egy C–160 közepes teherszállító és egy francia matuzsálem Dewoitine D.520 vadászgép zuhant le, halálos áldozatok nem voltak.                                                                                                   |
| 1983. május 27–június 5.           | 35. Nemzetközi Légi- és Űrszalon 35e Salon International de l’Aéronautique et de l’Espace | Egy jugoszláv Soko G–2 Galeb zuhant le, sérülés nem történt. |
| 1985. május 31–június 9.           | 36. Nemzetközi Légi- és Űrszalon 36e Salon International de l’Aéronautique et de l’Espace | Egy Hydravion-Dornier Seastar zuhant le, sérülés nem történt. |
| 1987. június 12–21.                | 37. Nemzetközi Légi- és Űrszalon 37e Salon International de l’Aéronautique et de l’Espace | – |
| 1989. június 9–18.                 | 38. Nemzetközi Légi- és Űrszalon 38e Salon International de l’Aéronautique et de l’Espace | Egy szovjet MiG–29A zuhant le. Anatolij Nyikolajevics Kvocsur sikeresen katapultált a dugóhúzóba esett gépből, a földet érés előtt két másodperccel. A gépvesztést a jobb oldali hajtómű pompázsa okozta. Sérülés nem történt. |
| 1991. június 14–23.                | 39. Nemzetközi Légi- és Űrszalon 39e Salon International de l’Aéronautique et de l’Espace | – |
| 1993. június 11–20.                | 40. Nemzetközi Légi- és Űrszalon 40e Salon International de l’Aéronautique et de l’Espace | – |
| 1995. június 11–18.                | 41. Nemzetközi Légi- és Űrszalon 41e Salon International de l’Aéronautique et de l’Espace | – |
| 1997. június 15–22.                | 42. Nemzetközi Légi- és Űrszalon 42e Salon International de l’Aéronautique et de l’Espace | – |
| 1999. június 13–20.                | 43. Nemzetközi Légi- és Űrszalon 43e Salon International de l’Aéronautique et de l’Espace | Az orosz Szu–30MKI prototípusa zuhant le 12-én a nyitónap előtt. A gépvesztés oka pilótahiba volt. A kétfős legénység (Vjacseszlav Averjanov és a mögötte ülő Vlagyimir Sendrik) sikeresen katapultált, sérülés nem történt.   |
| 2001. június 17–24.                | 44. Nemzetközi Légi- és Űrszalon 44e Salon International de l’Aéronautique et de l’Espace | – |
| 2003. június 15–22.                | 45. Nemzetközi Légi- és Űrszalon 45e Salon International de l’Aéronautique et de l’Espace | – |
| 2005. június 13–19.                | 46. Nemzetközi Légi- és Űrszalon 46e Salon International de l’Aéronautique et de l’Espace | – |
| 2007. június 18–24.                | 47. Nemzetközi Légi- és Űrszalon 47e Salon International de l’Aéronautique et de l’Espace | – |
| 2009. június 15–21.                | 48. Nemzetközi Légi- és Űrszalon 48e Salon International de l’Aéronautique et de l’Espace | |
| 2015. június 15–21.                | 51. Nemzetközi Légi- és Űrszalon 51e Salon International de l’Aéronautique et de l’Espace | |